# Lothar von Richthofen

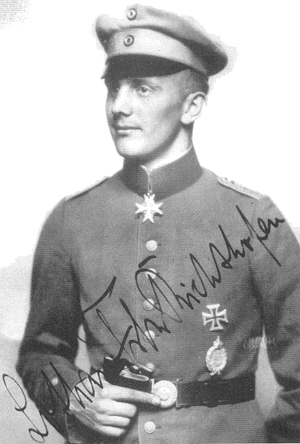
Lothar von Richthofen

Lothar-Siegfried Freiherr von Richthofen (* 27. September 1894 in Breslau; † 4. Juli 1922 in Hamburg-Fuhlsbüttel) war ein deutscher Jagdflieger im Ersten Weltkrieg.

## Leben
Lothar wurde als drittes von vier Kindern geboren. Seine Eltern waren der Kavallerieoffizier Albrecht Freiherr von Richthofen (1859–1920) und dessen Frau Kunigunde, geborene von Schickfus und Neudorff (1868–1962). Er war ein Nachfahre des berühmten preußischen Feldmarschalls Leopold von Anhalt-Dessau und des Generals und Geheimen Kriegsrats Johann Philipp von Beust. Lothars Geschwister waren die Brüder Manfred (1892–1918) und Bolko (1903–1971) sowie seine Schwester Elisabeth, genannt Ilse (1890–1963).
Bei Ausbruch des Ersten Weltkriegs war Richthofen auf der Kriegsschule Danzig. Er zog mit dem Dragoner-Regiment „von Bredow“ (1. Schlesisches) Nr. 4 ins Feld. Auf Vorschlag seines ältesten Bruders Manfred wechselte Richthofen 1915 zur Fliegertruppe und wurde zum Flugzeugführer ausgebildet. Im Kampfgeschwader der Obersten Heeresleitung Nr. 4 (Kagohl 4) flog er mit Carl Bolle als Beobachter. Im März 1917 kam er auf Anforderung seines Bruders zur Jagdstaffel 11. Beide flogen am 24. März 1917 ihren ersten gemeinsamen Einsatz. Innerhalb von nur sechs Wochen erzielte Lothar 20 bestätigte Abschüsse.
Am 7. Mai 1917 schoss Richthofen den bekannten britischen Jagdflieger und Träger des Victoria Cross Albert Ball ab, was allerdings von britischer Seite bezweifelt wird.

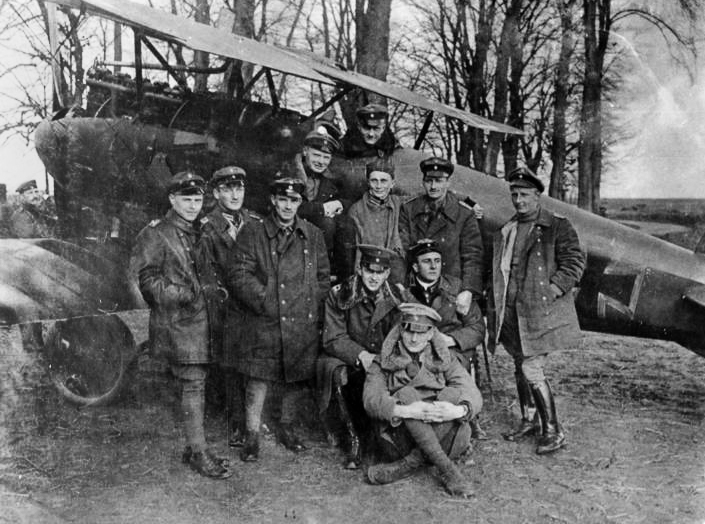
Lothar von Richthofen (am Boden sitzend) mit weiteren Mitgliedern von Jasta 11. Sein Bruder Manfred sitzt im Cockpit. Fotografiert am 23. April 1917

Zusammen mit Manfred wurde Lothar am 26. Dezember 1917 als Beobachter zu den Friedensverhandlungen nach Brest-Litowsk beordert. Da die Verhandlungen vorzeitig abgebrochen wurden, erlaubte der Oberbefehlshaber Ost den Brüdern die Jagd in den Wäldern von Białowieża. Dabei handelte es sich um das exklusivste Jagdrevier des ehemaligen russischen Zarenhauses. Nachdem die Verhandlungen wieder aufgenommen worden waren, verblieben beide bis Mitte Januar 1918 am Verhandlungsort. Lothar wurde dann wieder zu seiner Staffel beordert.
Bis Kriegsende wurden ihm 40 Luftsiege zuerkannt. Er gilt als einer der effizientesten Jagdflieger des Ersten Weltkrieges, denn im Verhältnis zur Einsatzzahl erzielte er sogar mehr Abschüsse als sein berühmter Bruder Manfred von Richthofen.
Nach Kriegsende heiratete Richthofen am 5. Juni 1919 Doris Katharina Margarete Magdalene Gräfin von Keyserlingk in Cammerau. Aus der Verbindung gingen die Kinder Carmen Viola (1920) und Wolf Manfred (1922) hervor. Ab 1921 fand er eine Anstellung als einfacher Post- und Verkehrspilot bei der Deutschen Luft-Reederei. Bei einem Flug Berlin-Hamburg stürzte seine Maschine am 4. Juli 1922 beim Landeanflug auf die Hansestadt ab. Während die beim Absturz ebenfalls schwer verletzte mitreisende Schauspielerin Fern Andra überlebte, erlag Richthofen noch am selben Tag seinen Verletzungen. Lothar von Richthofen wurde am 11. Juli 1922 neben seinem Vater auf dem Garnison-Friedhof in Schweidnitz beigesetzt. Die Grabanlage wurde nach 1945 von Polen eingeebnet. Heute befindet sich an dieser Stelle ein Fußballplatz.

## Auszeichnungen
- Preußisches Militär-Flugzeugführer-Abzeichen
- Eisernes Kreuz (1914) II. Klasse im Oktober 1914, I. Klasse im Dezember 1916
- Ritterkreuz des Königlichen Hausordens von Hohenzollern mit Schwertern im Mai 1917
- Pour le Mérite am 14. Mai 1917